# Poggio Terza Armata
Poggio Terza Armata is een plaats (frazione) in de Italiaanse gemeente Sagrado.